# Francesco De Rose
Francesco De Rose (Cosenza, 21 giugno 1987) è un calciatore italiano, centrocampista del Catania.

## Carriera
De Rose ha iniziato la carriera nel 2005-2006 con la maglia del San Fili Calcio 1926, squadra di San Fili in provincia di Cosenza. Dalla stagione seguente si è trasferito al Cosenza, che all'epoca disputava la Serie D 2006-2007. È rimasto nella squadra della propria città di nascita fino al 2010, conquistando nel frattempo la promozione in Lega Pro Prima Divisione 2009-2010 dopo il primo posto finale in Lega Pro Seconda Divisione 2008-2009.
Nel gennaio 2011 viene acquistato dalla Reggina, con cui disputa la seconda parte del campionato di Serie B 2010-2011 e l'intera stagione di Serie B 2011-2012. Proprio nel 2010-2011 sfiora la promozione con gli amaranto: disputa infatti i play-off, ma la squadra viene eliminata dal Novara; De Rose scende in campo in entrambe le sfide di semifinale contro i piemontesi.
Nel settembre 2012 cambia ancora una volta squadra, trasferendosi al Lecce (in Lega Pro Prima Divisione 2012-2013) con la formula del prestito con diritto di riscatto. Al termine della stagione non viene riscattato dai pugliesi, facendo così ritorno alla Reggina.
Gioca solo la prima metà del campionato 2013/14, dal momento che il 20 gennaio 2014 torna a vestire la maglia del Lecce, trasferendosi con la formula del prestito con diritto di riscatto. A fine stagione, torna a vestire la maglia degli amaranto.
Il 28 agosto 2014 passa a titolo definitivo al Barletta.
Il 27 luglio 2015, dopo essere rimasto svincolato a causa del fallimento del club pugliese, viene ingaggiato dal Matera. Il 1º giugno 2016 rinnova con la squadra biancazzurra fino al 2019. L'esperienza si conclude però già nel 2017, allorché passa alla Casertana. Dopo un anno, nell'estate 2018, è invece ingaggiato dal Südtirol.
Dopo un'annata a Bolzano ritorna alla Reggina espressamente voluto dal mister Domenico Toscano, suo allenatore ai tempi del Cosenza.
Dopo avere raggiunto la promozione in B con i calabresi, nella serie cadetta trova poco spazio, indi per cui il 23 gennaio 2021 viene ceduto al Palermo  Esordisce con i rosanero il 24 gennaio 2021, subentrando al 62' nella gara pareggiata 1-1 contro il Teramo.
Durante il semestre in Sicilia si mette in mostra, diventando uno dei perni del centrocampo e portando il club fino ai play-off nazionali, successivamente persi contro l'Avellino.
Nel luglio seguente, poco prima dell'inizio della seconda stagione a Palermo, viene nominato capitano. In questa stagione è tra i protagonisti della promozione della compagine rosanero in Serie B, ottenuta grazie alla vittoria in finale play-off contro il Padova. Per De Rose si tratta della seconda promozione dalla C alla B in carriera.
Nella stagione 2022-2023, dopo due presenze nel turno preliminare e nei trentaduesimi di Coppa Italia contro Reggiana e Torino, si trasferisce dal Palermo al Cesena, squadra militante nel girone B della Serie C, dove ritrova Domenico Toscano come allenatore.
Dopo aver centrato la Serie B con i bianconeri romagnoli, per la stagione 2024-2025 si trasferisce al Catania, in Serie C, dove ritrova il tecnico calabrese.

## Statistiche

### Presenze e reti nei club
Statistiche aggiornate al 13 maggio 2025.
| Stagione        | Squadra         | Campionato      | Campionato | Campionato | Coppe nazionali | Coppe nazionali | Coppe nazionali | Coppe continentali | Coppe continentali | Coppe continentali | Altre coppe | Altre coppe | Altre coppe | Totale | Totale |
| Stagione        | Squadra         | Comp            | Pres       | Reti       | Comp            | Pres            | Reti            | Comp               | Pres               | Reti               | Comp        | Pres        | Reti        | Pres   | Reti   |
| --------------- | --------------- | --------------- | ---------- | ---------- | --------------- | --------------- | --------------- | ------------------ | ------------------ | ------------------ | ----------- | ----------- | ----------- | ------ | ------ |
| 2006-2007       | Cosenza         | D               | 30         | 0          | CI-D            | -               | -               | -                  | -                  | -                  | -           | -           | -           | 30     | 0      |
| 2007-2008       | Cosenza         | D               | 29+2       | 0          | CI-D            | -               | -               | -                  | -                  | -                  | -           | -           | -           | 31     | 0      |
| 2008-2009       | Cosenza         | 2D              | 30         | 0          | CI-LP           | 3               | 0               | -                  | -                  | -                  | SL-SD       | 2           | 0           | 35     | 0      |
| 2009-2010       | Cosenza         | 1D              | 28         | 0          | CI+CI-LP        | 2+4             | 0               | -                  | -                  | -                  | -           | -           | -           | 34     | 0      |
| 2010-gen. 2011  | Cosenza         | 1D              | 21         | 2          | CI+CI-LP        | 2+1             | 0               | -                  | -                  | -                  | -           | -           | -           | 24     | 2      |
| Totale Cosenza  | Totale Cosenza  | Totale Cosenza  | 140        | 2          |                 | 12              | 0               |                    | -                  | -                  |             | 2           | 0           | 154    | 2      |
| gen.-giu. 2011  | Reggina         | B               | 15+2       | 0          | CI              | -               | -               | -                  | -                  | -                  | -           | -           | -           | 17     | 0      |
| 2011-2012       | Reggina         | B               | 23         | 0          | CI              | 2               | 0               | -                  | -                  | -                  | -           | -           | -           | 25     | 0      |
| 2012-2013       | Lecce           | 1D              | 25+2       | 4          | CI+CI-LP        | 0+3             | 0               | -                  | -                  | -                  | -           | -           | -           | 30     | 4      |
| 2013-gen. 2014  | Reggina         | B               | 14         | 0          | CI              | 3               | 0               | -                  | -                  | -                  | -           | -           | -           | 17     | 0      |
| gen.-giu. 2014  | Lecce           | 1D              | 5+2        | 0          | CI+CI-LP        | -               | -               | -                  | -                  | -                  | -           | -           | -           | 7      | 0      |
| Totale Lecce    | Totale Lecce    | Totale Lecce    | 34         | 4          |                 | 3               | 0               |                    | -                  | -                  |             | -           | -           | 37     | 4      |
| 2014-2015       | Barletta        | LP              | 31         | 2          | CI-LP           | 0               | 0               | -                  | -                  | -                  | -           | -           | -           | 31     | 2      |
| 2015-2016       | Matera          | LP              | 31         | 1          | CI+CI-LP        | 1+0             | 0               | -                  | -                  | -                  | -           | -           | -           | 32     | 1      |
| 2016-2017       | Matera          | LP              | 31+2       | 2          | CI+CI-LP        | 2+6             | 0               | -                  | -                  | -                  | -           | -           | -           | 41     | 2      |
| Totale Matera   | Totale Matera   | Totale Matera   | 64         | 3          |                 | 9               | 0               |                    | -                  | -                  |             | -           | -           | 73     | 3      |
| 2017-2018       | Casertana       | C               | 32+2       | 4          | CI+CI-C         | 0+0             | 0               | -                  | -                  | -                  | -           | -           | -           | 34     | 4      |
| 2018-2019       | Südtirol        | C               | 36+2       | 0          | CI+CI-C         | 3+0             | 0               | -                  | -                  | -                  | -           | -           | -           | 41     | 0      |
| 2019-2020       | Reggina         | C               | 23         | 0          | CI+CI-C         | 2+0             | 0               | -                  | -                  | -                  | -           | -           | -           | 25     | 0      |
| 2020-gen. 2021  | Reggina         | B               | 9          | 0          | CI              | 1               | 0               | -                  | -                  | -                  | -           | -           | -           | 10     | 0      |
| Totale Reggina  | Totale Reggina  | Totale Reggina  | 86         | 0          |                 | 8               | 0               |                    | -                  | -                  |             | -           | -           | 94     | 0      |
| gen.-giu. 2021  | Palermo         | C               | 17+4       | 0          | -               | -               | -               | -                  | -                  | -                  | -           | -           | -           | 21     | 0      |
| 2021-2022       | Palermo         | C               | 34+7       | 0          | CI-C            | 3               | 0               | -                  | -                  | -                  | -           | -           | -           | 44     | 0      |
| ago. 2022       | Palermo         | B               | 0          | 0          | CI              | 2               | 0               | -                  | -                  | -                  | -           | -           | -           | 2      | 0      |
| Totale Palermo  | Totale Palermo  | Totale Palermo  | 62         | 0          |                 | 5               | 0               |                    | -                  | -                  |             | -           | -           | 67     | 0      |
| ago. 2022-2023  | Cesena          | C               | 32+4       | 1          | CI-C            | 1               | 0               | -                  | -                  | -                  | -           | -           | -           | 37     | 1      |
| 2023-2024       | Cesena          | C               | 33         | 0          | CI+CI-C         | 0               | 0               | -                  | -                  | -                  | SC-C        | 2           | 0           | 35     | 0      |
| Totale Cesena   | Totale Cesena   | Totale Cesena   | 65+4       | 1          |                 | 1               | 0               |                    | -                  | -                  |             | 2           | 0           | 72     | 1      |
| 2024-2025       | Catania         | C               | 20+2       | 0          | CI-C            | 0               | 0               | -                  | -                  | -                  | -           | -           | -           | 22     | 0      |
| Totale carriera | Totale carriera | Totale carriera | 580        | 16         |                 | 41              | 0               |                    | -                  | -                  |             | 4           | 0           | 625    | 16     |

## Palmarès
- Serie D: 1

Cosenza: 2007-2008 (girone I)
- Lega Pro Seconda Divisione: 1

Cosenza: 2008-2009 (girone C)
- Serie C: 2

Reggina: 2019-2020 (girone C)
Cesena: 2023-2024 (girone B)
- Supercoppa Serie C: 1

Cesena: 2024